# Krzesimir III
Krzesimir III (zm. 1030) – pochodzący z dynastii Trpimirowiczów, król Chorwacji w latach 1000–1030, syn Stefana Drżisława, brat Świętosława i Gojsława.
Po śmierci ojca wraz z bratem Gojsławem, został odsunięty od władzy przez Swetosława. W 1000 Krzesimir i Gojsław obalili brata z pomocą Bułgarów i wspólnie objęli władzę. Wkrótce na ziemie Krzesimira najechał doża wenecki Pietro II Orseolo zajmując wszystkie miasta Dalmacji, Kraj Neretwański, Wyspy Kwarnerskie i wybrzeże Morza Adriatyckiego aż po Dubrownik. Za panowania Krzesimira Chorwacja utrzymywała przyjazne stosunki z Wenecją i Bizancjum. W 1018 Krzesimir wraz z bratem złożył hołd lenny cesarzowi bizantyńskiemu Bazylemu II Bułgarobójcy, zostając jego patrycjuszem.
Po śmierci brata około 1020 rozpoczął samodzielne rządy, dążąc do umocnienia swej pozycji. W 1024 zajął Dalmację, jednak bizantyjska ekspedycja karna wysłana z Italii pokonała wojska chorwackie i uprowadziła do Konstantynopola żonę Krzesimira wraz z synem Stefanem. Po złożeniu ponownego hołdu lennego Bazylemu, Krzesimir wykupił rodzinę z niewoli. W 1027 utracił Slawonię, odebraną mu przez Swetosława i jego syna Stefana. W tym samym roku próbował ponownie odzyskać Dalmację, jednak wyprawa zakończyła się klęską.
Z nieznanej z imienia małżonki pozostawił dwoje dzieci:
- Stefana I, który objął władzę w Chorwacji po śmierci ojca,
- nieznaną z imienia córkę, zaręczoną z królewiczem węgierskim Emerykiem.